# Montezuma Castle
Le Montezuma Castle est un site archéologique du comté de Yavapai, dans l'Arizona, aux États-Unis. Il s'agit des ruines d'un édifice de plusieurs pièces construit par les Sinaguas sur un rempart montagneux en surplomb de la Beaver Creek. Nommé par un rapprochement abusif avec le dirigeant aztèque Moctezuma II, qui n'y vint jamais, l'édifice est aujourd'hui protégé au sein du Montezuma Castle National Monument, un monument national administré par le National Park Service.